# Gabriele Santini
Pour les articles homonymes, voir Santini.
Gabriele Santini (Pérouse, 20 janvier 1886 - Rome, 13 novembre 1964) était un chef d'orchestre italien, un des grands chefs verdiens de sa génération.

## Biographie
Gabriele Santini étudie dans sa ville natale et à Bologne, et débute dès 1906, comme assistant des plus grands chefs de l'époque (Gino Marinuzzi, Arturo Toscanini). 
Il dirige alors en Amérique du Sud pendant huit ans, puis à son retour dans toute l'Italie, débutant à La Scala de Milan en 1925. Il deviendra directeur artistique de l'Opéra de Rome en 1945 jusqu'en 1962. Il parait aussi au Royal Opera House de Londres et au Palais Garnier à Paris. 
Il dirige de nombreuses créations mondiales, notamment de  Giordano et Alfano, ainsi que des premières en Italie, telles L'Heure espagnole, Christophe Colomb, Amelia al ballo, etc.
Il participe également à d'importantes reprises, Fernand Cortez (1951), Il ballo delle ingrate (1956), mais s'illustre surtout dans les opéras de Verdi.

## Discographie sélective
- 1954 - Don Carlo - Antonietta Stella, Elena Nicolaï, Mario Filippeschi, Tito Gobbi, Boris Christoff, Giulio Neri - Chœur et orchestre de l'Opéra de Rome - EMI
- 1957 - Simon Boccanegra - Tito Gobbi, Boris Christoff, Victoria de los Angeles, Giuseppe Campora - Chœur et orchestre de l'Opéra de Rome - EMI
- 1962 - Don Carlo - Antonietta Stella, Fiorenza Cossoto, Flaviano Labo, Ettore Bastianini, Boris Christoff, Ivo Vinco - Chœur et orchestre de la Scala de Milan - D.G.G.

## Sources
- Harold Rosenthal, John Warrack, Roland Mancini et Jean-Jacques Rouveroux, Guide de l'opéra, Paris, Fayard, coll. « Les indispensables de la musique », 1995, 968 p. (ISBN 978-2-213-59567-2)